# I nuovi mostri
I nuovi mostri è un film collettivo a episodi italiano del 1977, diretto da Mario Monicelli, Dino Risi ed Ettore Scola, a quindici anni dal precedente film a episodi I mostri diretto da Risi.

## Trama
I nuovi mostri è una sequenza di 14 episodi disgiunti tra di loro, come nel film del 1963, per una durata complessiva di 108 minuti. Ciascuno è di durata diversa, con ambientazione la Roma degli anni settanta, ad eccezione dei primi due, la cui scena è l'Emilia-Romagna e la Sicilia.
Ugo Tognazzi e Vittorio Gassman ritornano ad interpretare personaggi caricaturali, con la partecipazione di attori di spicco come Alberto Sordi e altri attori e attrici (Eros Pagni, Ornella Muti, Nerina Montagnani e la cantante Orietta Berti).
Rispetto al film precedente i toni grotteschi e violenti, da commedia nera, sono più accentuati.. Vi sono infatti presenti "qua e là un pò di retorica e molto sarcasmo e cattiveria che servono a dare visibilità in negativo ai vizi e alle negligenze degli italiani, da sempre inclini ad uno scarso senso civico, ad un sottile egoismo che si traduce in miseranda meschinità, ma anche capaci di una certa imprevedibile genialità che illumina anche le vite altrui", come scrive nella sua recensione su Sentieri Selvaggi il critico Tonino De Pace.

### Episodi

#### L'uccellino della Val Padana
Adriano, un meschino e cinico impresario, sfrutta oltre ogni limite la cantante, nonché consorte, Fiorella. Quando la donna, a causa del superlavoro, manifesta dei dolori alla gola, lui la induce a una rischiosa quanto inutile operazione alle corde vocali, col risultato che Fiorella perde completamente la voce. Pur di non rinunciare a far esibire la compagna, le provoca, facendola cadere dalle scale, una frattura alle gambe. La moglie, da cantante, è ora proposta al pubblico come caso umano, in modo che la sua mancanza di voce passi in secondo piano. Come se non bastasse Adriano fornisce alla stampa una versione "eroica" dell'incidente, sostenendo che Fiorella si è infortunata salvando un bimbo che stava per essere investito da un'auto.

#### Con i saluti degli amici
Il mafioso Salvatore, elegante e in piena forma, è ossequiato dagli avventori del bar di un borgo siciliano quando viene gravemente ferito nella piazza del paese da una banda di sicari. I presenti si allontanano mentre l'uomo viene soccorso da un carabiniere, al quale egli nega omertosamente la stessa aggressione.

#### Tantum Ergo

Il pretino (Paolo Baroni) in una scena dell'episodio Tantum Ergo

Bloccato davanti a una parrocchia di borgata a causa di un guasto alla propria vettura, un cardinale entra in chiesa e si accorge che è in corso una riunione del "collettivo parrocchiale". Dopo aver ascoltato, il cardinale improvvisa un sermone, acquietando le focose rimostranze dei parrocchiani, a rischio sfratto da parte del Comune, e del loro prete operaio. 
La tragicità di questa scena starebbe nel fatto che il popolo, disagiato e in difficoltà nell’esercitare l’assai complessa democrazia, preferisca farsi trascinare con le emozioni da un leader carismatico, in questo caso il Cardinale (interpretato da Gassman), il quale li commuove con un discorso che farebbe dimenticare loro le grandi difficoltà da affrontare.

#### Autostop
Un rappresentante di commercio offre un passaggio a una giovane e attraente autostoppista la quale, pur di resistere alle sue avances sempre più insistenti, al limite della molestia, si finge una criminale evasa, spacciando il suo asciugacapelli per un'arma. Spaventato, l'uomo estrae non visto una pistola dal cruscotto e spara alla ragazza, uccidendola sul colpo. All'arrivo dei carabinieri, resosi conto che la ragazza era disarmata, non esprime alcun rimorso e tenta di giustificare il proprio gesto.

#### Il sospetto
Un brigadiere si infiltra in un gruppo di giovani contestatori sui quali sta indagando. Arrestati e condotti in commissariato, il sottoposto infiltrato gli fa una pernacchia di nascosto. Il commissario se ne accorge e, dopo avergli fatto una ramanzina in privato nel proprio ufficio, lo congeda con una semplice pacca sulla spalla.

#### First Aid(Pronto soccorso)
Un affettato e logorroico esponente della nobiltà nera romana viaggia con una vettura di lusso per partecipare a una riunione familiare a carattere religioso, quando s'imbatte in un uomo gravemente ferito. Dopo averlo preso a bordo, lo porta in tre ospedali ma, non trovando posto in alcun pronto soccorso, alla fine il nobile lo riporta dove l'aveva raccolto, ai piedi del monumento a Mazzini (che chiama Mussolini), provando una certa euforia e non vedendo l'ora di raccontarlo ai suoi amici.

#### Hostaria!
Nella ristretta cucina di un'umile e rustica osteria romana, un cameriere e un cuoco litigano furiosamente per malintese questioni di gelosia: tra sberle, sputi, lanci di cibo, colpi bassi e tanto altro, rovinano e insudiciano le pietanze in preparazione per una tavolata di commensali di alto rango, che scambiano i rumori provocati dal feroce alterco con la preparazione manuale dei piatti ordinati e che apprezzeranno molto la cena. I litiganti si riappacificano con un bacio omosessuale.

#### Pornodiva

Il produttore (Vittorio Zarfati) in una scena dell'episodio Pornodiva

Una coppia di coniugi ha un colloquio con un produttore di film pornografici, il quale, in cambio di un lauto compenso, propone una scena forte tra la protagonista e una scimmia. Il marito non solo accetta il compenso, ma esige di presenziare alle riprese del film. Solo alla fine si scoprirà che la protagonista non sarà la moglie, come l'intera scena fa presumere, ma la loro figlioletta.

#### Come una regina
Pur di liberarsene durante le vacanze estive, su pressioni di sua moglie tedesca Patrizia, Franchino accompagna sua madre, attempata ma ancora lucida e autosufficiente, in un ospizio dove è noto che gli anziani sono abbandonati dai familiari e bistrattati dal personale.

#### Cittadino esemplare
Un impiegato, rientrato dal lavoro, assiste sgomento all'aggressione e all'accoltellamento in strada di un individuo ad opera di una banda di teppisti. L'uomo rientra tempestivamente in casa, abbandonando l'aggredito agonizzante. Saluta moglie e figlio e, come se nulla fosse, si abbuffa su un piatto di spaghetti all'amatriciana guardando uno spettacolo televisivo.

#### Mammina e mammone
Due barboni, madre e figlio, vanno in giro per Roma raccattando rifiuti come se fossero cose preziose: si sfamano come possono, prendono in giro i poliziotti, assistono a uno spettacolo di burattini e alla fine della giornata tornano nella loro desolante baracca, in mezzo a un immondezzaio, chiudendo accuratamente la finestra per non farsi notare dai vicini.

#### Sequestro di persona cara
Un pover'uomo lancia un disperato appello alla televisione ai sequestratori della moglie, perché si facciano sentire per comunicare l'entità del riscatto. Appena la troupe televisiva lascia l'abitazione, si scopre che l'uomo aveva tagliato i fili del telefono.

#### Senza parole
Una hostess viene avvicinata e sedotta da un affascinante mediorientale. L'uomo non parla alcuna lingua a lei nota, ma tra i due nasce un'intensa relazione, senza dialogo, sulle note di Ti amo di Umberto Tozzi e All by myself, di Eric Carmen, successi di allora. I due si rincontrano per l'ultima volta in un aeroporto, ricevendo lei un mangiadischi con la canzone romantica di Carmen. Successivamente, l'uomo segue impassibile un telegiornale che riporta di un attentato terroristico aereo con una bomba nascosta in un mangiadischi, dove non vi sono superstiti.

#### L'elogio funebre

Un membro del cordoglio funebre (Aristide Caporale) in una scena dell'episodio L'elogio funebre

Gli anziani componenti di un'ex compagnia di avanspettacolo partecipano commossi e addolorati alle esequie del capocomico, la cui storica spalla lo ricorda con un tipico elogio, passando poi a rievocare le gag di repertorio, con la partecipazione di tutti gli altri membri, tra canti, balli, risa e doppi sensi, riscuotendo consensi tra tutti i presenti al cimitero, con tanto di giro d'onore e scrosciante applauso finale.

## Produzione
I tre registi del film (Monicelli, Risi e Scola) non vollero firmare i singoli episodi come gesto di solidarietà nei confronti dello sceneggiatore Ugo Guerra, a suo tempo rimasto paralizzato da diversi anni. Il film è stato scritto da Age & Scarpelli, Bernardino Zapponi e Ruggero Maccari e fatto per aiutare lo sceneggiatore Ugo Guerra, gravemente malato.
Ettore Scola dirige sette episodi, Dino Risi ne dirige cinque e Mario Monicelli due.

## Distribuzione
La versione integrale è composta da 14 episodi, per una durata totale di 108 minuti, e nelle sale ottenne il visto di censura n. 71.288 del 15 dicembre 1977, per una lunghezza di 3.294 metri; la commissione espresse parere favorevole alla proiezione in pubblico senza limiti di età. Quella più nota tuttavia, è la cosiddetta "versione televisiva", trasmessa dalla Rai intorno agli anni ottanta, che consta di soli 9 episodi per la durata di circa 87 minuti, posizionati in ordine diverso rispetto all'originale (Tantum Ergo, Autostop, tagliato nella scena finale, Con i saluti degli amici, Hostaria!, First Aid - Pronto soccorso, L'uccellino della Val Padana, tagliato nella scena dell'incidente, Come una regina, Senza parole e L'elogio funebre) nella quale sono stati rimossi Mammina e mammone, Cittadino esemplare, Il sospetto, Sequestro di persona cara e Pornodiva.
In tre occasioni, a partire dal 13 luglio 2015 su Rai Movie, la Rai ha trasmesso una versione con i nove episodi citati più tre episodi, per un totale di 12 su 14, con il reintegro di Mammina e mammone, Cittadino esemplare e Pornodiva quest'ultimo tagliato nella parte finale quando entra in scena la bambina. Continuano a mancare all'appello in televisione in Italia gli episodi Sequestro di persona cara e Il sospetto.
Periodicamente, il film viene trasmesso dal canale Cine34 con gli episodi in questo ordine: L'uccellino della Val Padana (con tagli), Come una regina, Hostaria!, Senza parole, Mammina e mammone, First Aid - Pronto Soccorso, Autostop (con tagli), Con i saluti degli amici, Tantum ergo, Pornodiva (con tagli), Cittadino esemplare, L'elogio funebre.

## Riconoscimenti
- 1979 - Premio Oscar
  - Candidatura al miglior film straniero
- 1979 - David di Donatello
  - Candidatura al miglior film
- 1979 - Festival di Taormina
  - Alloro d'oro alla miglior sceneggiatura a Dino Risi, Mario Monicelli e Ettore Scola
  - Candidatura all'Arancio d'oro al miglior film

## Sequel
Nel 2009 uscì il sequel titolato I mostri oggi.